# National Tramway Museum

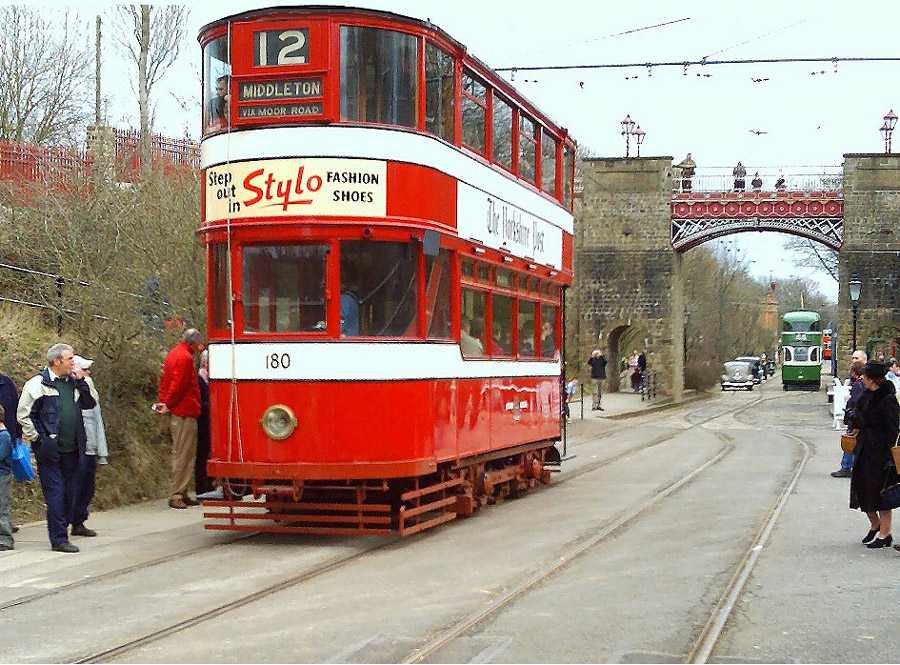
Bảo tàng trưng bày xe điện đang hoạt động trong bối cảnh đường phố truyền thống. Một chiếc xe điện loại 1931 Leeds sắp đi qua bên dưới cây cầu Bowes-Lyon lịch sử.

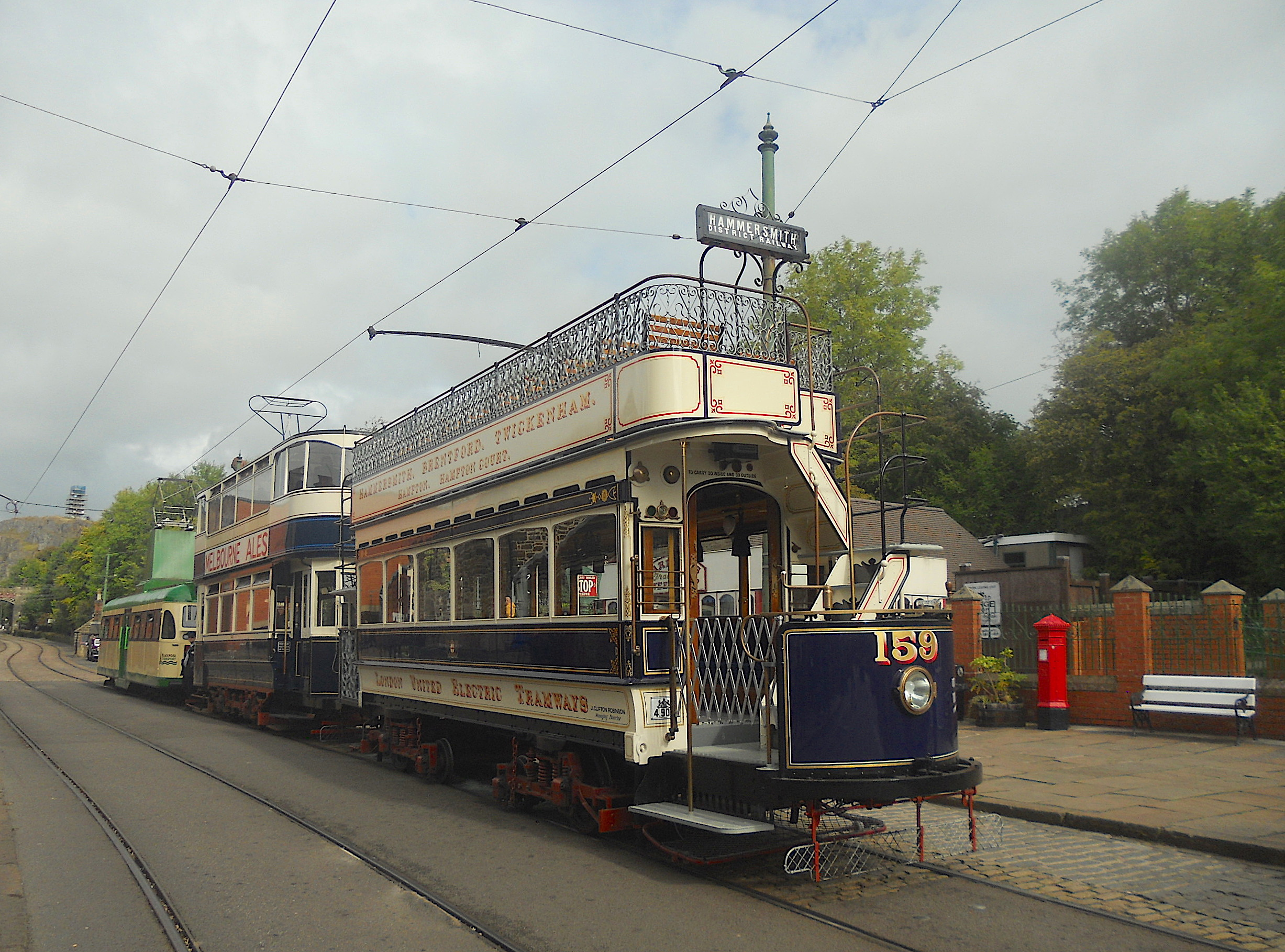
Một dòng lên xe điện xuống thị Trấn Cuối terminus ở đường xe Điện Quốc gia bảo Tàng, Crich, Derbyshire

Bảo tàng xe điện Quốc gia được đặt ở Crich Derbyshire, Anh. Bảo tàng có hơn 60 xe điện(chủ yếu là Anh) được xây dựng từ năm 1900 đến 1930 và được thiết lập trong vòng Bảo tàng xe điện, một khoảng thời gian làng, có một quán rượu, cafe, kiểu cũ tiệm bánh và xe điện kho. Các bảo tàng của bộ sưu tập xe điện chạy qua các ngôi làng-thiết lập với du khách vận chuyển một dặm vào vùng nông thôn địa phương và trở lại.
Xe điện tại Crich chủ yếu là chạy dọc theo con đường của thành phố trong Vương quốc Anh trước những năm 1960, với xe cứu hộ  (ngay cả từ các quốc gia khác) như các hệ thống khép kín. Làng cũng là nhà của đại Bàng báo Chí, một bảo tàng nhỏ dành riêng cho in ấn bao gồm một 1859 Columbia in báo chí.

## Lịch sử của bảo tàng

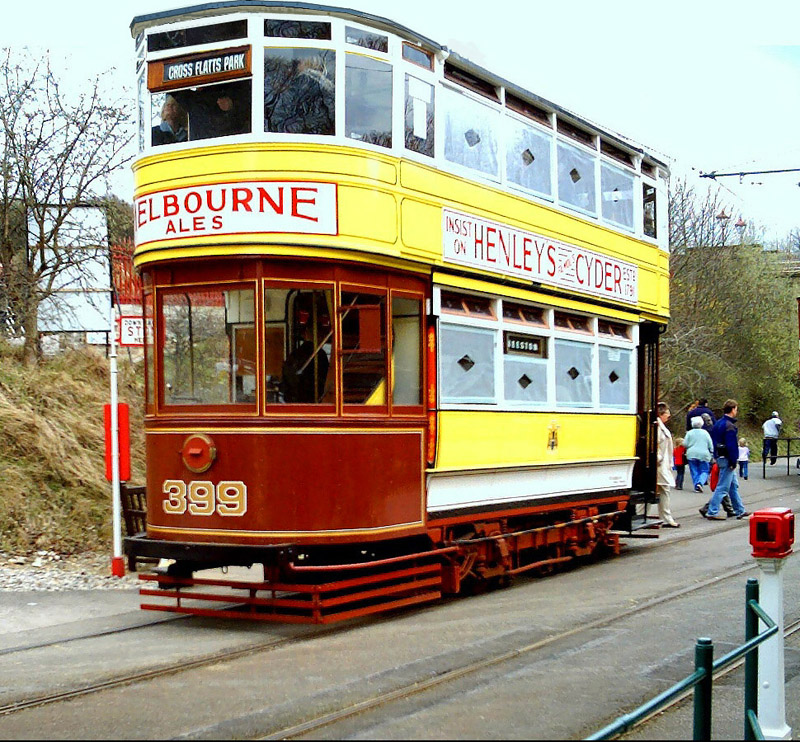
Một năm 1925 Leeds xe điện tại công Viên Victoria, ở lối vào Làng

### Sự suy tàn của đường xe điện
Hầu hết các tàu điện mạng, với một vài trường hợp ngoại lệ (đáng chú ý là Blackpool) đóng cửa trước những năm 1960. Cuối cùng để đóng đã Glasgow công Ty Đường xe điện vào năm 1962, một đường xe điện cũng đại diện tại các bảo tàng. Đã có một sự hồi sinh trong việc sử dụng điện, với mạng mới mở bao gồm cả Croydon & Tram, Sheffield Supertram, Midland Metro, xe Điện Edinburgh, Manchester Đoàn và gần Nottingham quá Cảnh Hiện đang được xây dựng và mở rộng.

### Lịch sử của bộ trang web

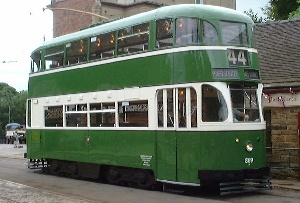
Một năm 1936 Liverpool hợp lý xe điện bên ngoài tái tạo Derby Hội Phòng ở Crich thị Trấn kết Thúc

George Stephen, đại đường sắt tiên phong, đã có một kết nối với Crich và hiện tại (năm 2008) đường xe điện sau một phần của những khoáng đường sắt ông ấy đã xây dựng để liên kết các mỏ đá với Ambergate.
Trong khi xây dựng các Bắc Midland đường Sắt từ Derby để Tiết và Leeds, Huynh đã tìm thấy giàu vỉa than trong đất Sét Qua khu vực và ông đã thấy một cơ hội kinh doanh mới. Crich đã nổi tiếng về chất lượng của các đá vôi và người Khác nhận ra rằng anh có thể sử dụng những phương than và đá vôi để sản xuất bị cháy vôi cho mục đích nông nghiệp, và sau đó, sử dụng những đường sắt mới để phân phối nó. Cliff Mỏ đá, nơi Crich đường xe Điện Làng bây giờ nằm, được mua bởi người Khác của công ty và để liên kết các mỏ đá với các limekilns ông đã xây dựng được cùng với các mới Bắc Midland đường Sắt ở Ambergate, Huynh xây dựng một mét đo dòng - rõ ràng đầu tiên mét khổ đường sắt trên thế giới. Huynh đã được sinh ra ở Wylam ở Northumberland trong 1781, nhưng ông đã sống 10 năm cuối của cuộc sống của mình trong Chesterfield, thường đưa khách đến Crich để xem những khoáng đường sắt và lấy đồ uống ở một trong những ngôi làng quán trọ. Ông đã chết vào năm 1848 và được chôn trong Thánh nhà Thờ Trinity Chesterfield. Huynh của đường sắt đi lính vào trong nhiều năm.

### Xe Điện Hội Bảo Tàng
Trong khoảng thời gian sau khi Thế Chiến thứ Hai, khi nhất còn lại, Anh đường xe điện đã suy giảm thực ra là đóng cửa, các sự kiện đầu tiên trong lịch sử Quốc gia bảo Tàng xe Điện đã diễn ra. Một nhóm những người đam mê trên một tour diễn chia tay của Southampton Đường xe điện trong tháng 8 năm 1948 quyết định mua một trong những mở đầu xe điện mà họ đã cưỡi. Với tổng số tiền $ 10, họ đã mua số 45 – bây giờ, bao gồm trong bộ sưu tập tại các bảo tàng. Từ này tùy phát triển ý tưởng của một bảo tàng làm việc dành cho việc điều hành xe điện. Từ nhóm ban đầu được phát triển xe Điện bảo Tàng xã Hội, thành lập trong năm 1955, kết hợp như một công ty hữu hạn bảo lãnh vào năm 1962, và công nhận là một giáo dục, tổ chức từ thiện trong năm 1963. Trong những năm qua, xã hội đã rút ra các thành viên của nó từ tất cả mọi người và tất cả lĩnh vực của cộng đồng, làm việc với nhau trong những cách khác nhau để tạo đường xe điện bảo tàng.

### Mua lại
Sau một duy trì tìm kiếm trên toàn quốc, năm 1959 xã hội của chú ý được rút ra sau đó vô mỏ đá vôi tại Crich ở Derbyshire, từ mà các thành viên của Sắt Talyllyn Hội bảo Tồn đã hồi phục theo dõi từ Huynh khoáng sản của đường sắt cho tiên phong của họ dự án bảo tồn tại Wales. Sau một tour du lịch của các mỏ đá, các thành viên của hội đồng ý thuê – và sau đó tùy – một phần của các trang web và các tòa nhà. Trong những năm qua, bởi những nỗ lực của các thành viên hội, đại diện bộ sưu tập xe điện đã được đưa với nhau và khôi phục, đường xe điện thiết bị được làm việc một đường xe điện đã được xây dựng và kho và hội thảo đã được xây dựng. Nhận ra rằng xe điện đã không hoạt động ở mỏ đá vôi, hội đồng ý năm 1967 để tạo ra xung quanh xe điện các loại của đường phố thông qua đó xe điện đã chạy và vì vậy, các khái niệm của Crich đường xe Điện Làng được sinh ra. Các thành viên sau đó chuyển sự chú ý của họ để thu thập các mặt hàng của đường phố đồ nội thất và thậm chí hoàn thành tòa nhà, sau đó được chuyển đến ngôi nhà của viện bảo Tàng bộ sưu tập của sách, ảnh và lưu trữ.

### Công nhận
Tầm nhìn của người tiên phong thành viên người thành lập viện bảo tàng, và công việc của các thành viên người đã biến tầm nhìn vào một thực tế là công nhận thức trong năm 1995, khi thư Ký Bang cho Di sản Quốc gia thông báo rằng bảo Tàng được bao gồm trong đầu tiên 26 viện bảo tàng đó đã được chỉ định bởi vì các thiên nhiên xuất sắc bộ sưu tập của họ.

### Kinh phí
Trong những năm gần đây là công việc của các thành viên xã hội và các thu nhập từ du khách đã được bổ sung trợ từ những Di sản Xổ số Quỹchỉ Định Thách thức Quỹ của bảo Tàng, thư Viện và Archives, Hội đồng và DEFRA tập Hợp Tiền bền Vững Quỹ. Các Crich đường xe Điện Làng vẫn độc lập một tổ chức từ thiện, mà không nhận được sự tài trợ từ nhà nước hay chính quyền địa phương và dựa vào việc tự nguyện đóng góp của các thành viên của bảo Tàng xe Điện xã Hội.

## Dòng thời gian
- 1963 - đầu Tiên ngựa dịch vụ xe điện
- 1964 - điện đầu Tiên dịch vụ xe điện
- Năm 1969 - Mở của mục đích xây dựng nhà xưởng
- Năm 1975 - HOÀNG Công Tước của Gloucester trở thành người bảo Trợ xã Hội
- 1978 - Mở của cảnh xe điện để Wakebridge bởi thư Ký của Bang cho Việc làm
- Năm 1982 - giai đoạn đầu Tiên của bảo tàng viện mở ra
- Năm 1985 - bảo Tàng vay xe điện để Blackpool cho xe Điện trăm Năm
- 1988 - bảo Tàng vay xe điện cho Glasgow Vườn Lễ hội
- Năm 1990 - bảo Tàng vay xe điện cho Gateshead Vườn Lễ hội
- Năm 1991 - khai trương Phòng triển Lãm
- Năm 1992 - Bows-Lyon Cầu mở ra bởi quyền bộ Trưởng giao thông Vận tải
- Năm 1997 - đầu Tiên AccessTram cho khách với tật
- Năm 2002 - Mở của hội Thảo Xem bộ Sưu tập
- 2003 - thư Viện, Phòng Đọc sách và Archives, Cửa mở bởi HOÀNG Công Tước xứ Gloucester
- Năm 2004 - Rừng Đi bộ và Điêu khắc dấu Vết khánh thành của Bà nữ công Tước của Devonshire
- 2007 - Leeds 345 thắng tốt Nhất Xe Tự Hành trong những Di sản đường Sắt Hiệp hội Vận chuyển Và Toa xe giải Thưởng, sau ba năm phục hồi và trở về vụ trong năm 2004
- Năm 2010 - Mở của mới "của thế Kỷ xe Điện" triển lãm trong Phòng triển Lãm chính
- 2011 - Mở của tân trang lại George Huynh Thảo, mà bây giờ có một bộ giáo dục trên tầng trệt và một nhãn hiệu mới triển lãm trên tầng trên mà kết nối qua một cây cầu Xưởng thư Viện
- 2014 - hành Khách có thể phải xuống xe Vinh quang Tôi lần đầu tiên

## Xe điện hạm đội

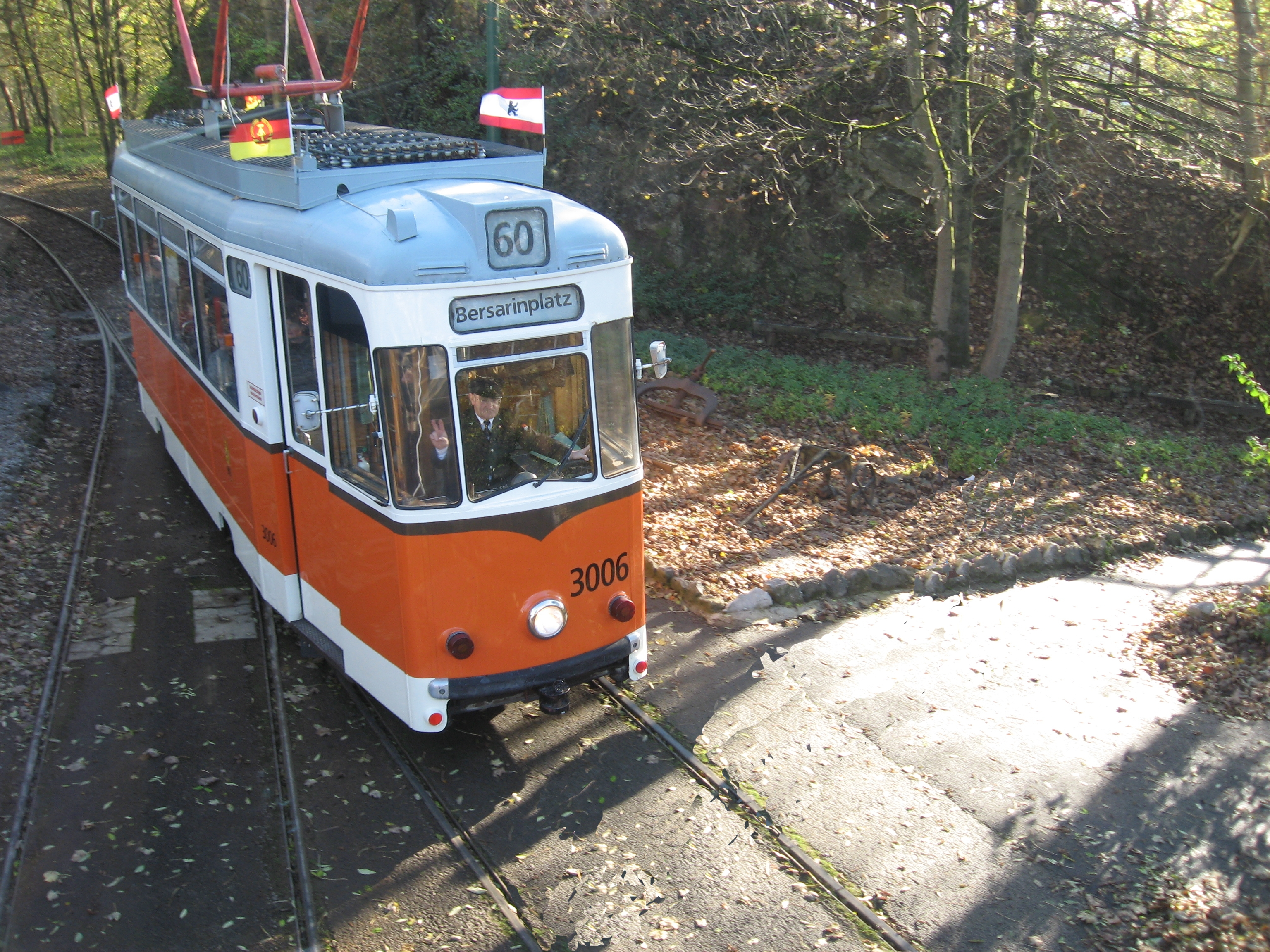
Đông Berlin xe Điện trong Đỏ Ngày tháng 10 năm 2007, một trong số các chủ đề nhiều sự kiện ở Crich

Bảo tàng đã hơn 60 xe điện từ địa điểm như Berlin, BlackpoolChesterfield The Hague, Derby, Douglas, Dundee, Edinburgh, Gateshead, Glasgow, Tiết, Halle, ẩm thực:, Rand, Leeds, Tiết, Liverpool, London, New York, Newcastle-upon-Tyne, Porto, Paisley, Prague, Sheffield, Southampton và Sydney. Phần lớn các xe điện tại Crich là hai tầng điện được xây dựng từ năm 1900 và năm 1930 và một số có ngọn mở. Có một vài xe điện trong bộ sưu tập được xây dựng sau khi Thế Chiến thứ Hai, và những cho một ý tưởng của làm thế nào Anh Trâm Ngành công nghiệp có thể phát triển nếu các dịch vụ đã không từ chối.
Mỗi ngày hoạt động, các bảo tàng chọn giữa hai và bốn xe điện và hoạt động chúng nó đường để Vinh quang của ta, qua Wakebridge. Ngoài ra, đó là một năm 1969 Berlin xe Điện đã được chuyển thành một "Truy cập vào xe Điện", mà cho phép ít hơn, có thể để đi du lịch trên đường.
Southampton 45 là người đầu tiên xe điện để được bảo vệ bởi những đường xe Điện Hội bảo Tàng, mua cho chỉ £10 năm 1949, sau khi đóng cửa lễ của Southampton công Ty.
- Hơi xe điện động cơ, John Bull là tin đồn để đã rơi xuống biển, trên đường từ New South Wales, Manchester, nó biến mất ở Sydney, và lại nổi lên trong năm 1980.[5]
- Sheffield xe Điện Số 510, vào năm 1950, và đã thu hồi, còn gần như mới, khi thành phố là trạm hệ thống khép kín, trong năm 1960.[5]
- Khi thực hiện dự phòng, Blackpool xe Điện Số 166 đã trưng dụng bởi BBC, cùng với chị của nó, Số 165 là một bên ngoài, phát sóng đơn vị. Nhiều chỗ ngồi đã được lấy ra và máy ảnh và ghi bánh đã gắn máy chiếu sáng để được quay - các đã bị tắc nghẽn đi dạo không thể chịu được nữa giao thông, cầm quyền ra thông thường phát sóng bên ngoài đơn vị.[5]
- Prague Số 180 đã được chuyển đến Crich chỉ về phía trước của "bức màn Sắt" của cộng sản chiếm đóng. Nó đã trở thành một biểu tượng của sự hoàn cảnh của đất nước. Nó đã được phục hồi bởi ban đầu của nó nhà sản xuất, Man, người sau này làm 902 của họ.[5]
- 1904 Chesterfield xe điện Số 7 sống sót một kho lửa mà đã phá hủy nhiều người khác xe điện và cũng có thể sử dụng như một ngôi nhà. Bảo tàng đã tìm thấy xe điện và được phục hồi nó.[5]
- Phục hồi Leeds 345 đã được rút ra sớm do thối thân và sử dụng như một thợ mộc' trà đổ ra ở Leeds kho. Nó đã được cứu sống bởi K. Terry, và cho năm ngồi xuống Crich. Nó đã được chuyển đến một bên ngoài cửa hàng, nơi sau đó, trên một ngọn lửa đã được bắt đầu. Khi phục hồi, bộ phận của tầng dưới trần đã được tìm thấy bị cháy xém. Nó đã trải qua một thêm tu và vẫn còn trong vụ.
- Sheffield 74 là trong thực tế của ba xe điện. Phía trên và phía dưới sàn được từ khác nhau Sheffield xe điện và xe tải từ Leeds.

### London Hội đồng Hạt 1622
London Hội đồng Hạt 1622 ban đầu là một kết thúc mở unrefurbished xe, nhưng đã được phục hồi là một kín "cai nghiện" xe. Nó kẻ địch là cựu London.

### Southampton 45
Southampton 45 được xây dựng năm 1903 bởi Hurst Nelson như một mở đầu, đa-boong tàu điện với một 3 cửa sổ dưới saloon. Ở giai đoạn nó được xây dựng lại với tán và 4 saloon cửa sổ bởi Southampton công Ty Đường xe điện, tuy nhiên ngày chính xác là không biết.
Tàu này là người mà bắt đầu cả quản di chuyển, được mua bởi những người đam mê chỉ £10 năm 1949(450). Tuy nhiên, không có Quốc gia đường xe Điện bảo Tàng trong những năm 1949, và vì vậy, đi xe điện nước ở tại nhiều điểm khác nhau, bao gồm cả Marton Kho trong Blackpool, và các Quốc gia động Cơ Tàng ở Beaulieu trong Hampshire. Trong khi đó là tại Beaulieu, Newcastle 102 là cũng ở đó, và cùng nhau họ tạo thành một mở máy màn hình trước khi đi để Crich năm 1960.
Để xe điện cần phải vượt qua dưới Cổ Bargate kiến Trúc ở Southampton, xe điện của tỷ lệ đã thay đổi. Nó cũng có knifeboard ngồi trên tầng trên cùng vì lý do này.
Southampton 45 đã được rút ra từ sử dụng vào tháng 9 năm 2014 đòi hỏi một đợt.

### London 106
106 đã được ban một mở đứng đầu xe điện với đảo ngược cầu thang. Đã có 22 chỗ ngồi xuống cầu thang và thêm một 34 trên lầu. Cơ thể của một gỗ xây dựng với thép tăng cường. Bởi năm 1906 đảo ngược cầu thang đã thay đổi để trực tiếp, và vào năm 1911, nó được xây dựng lại với một kèm theo đầy đủ trên boong. Nó sử dụng đường phong cách của đón với skate bên dưới các trung tâm của xe tải, trong tình trạng ban đầu, trước khi được chuyển sang xe đẩy cực khi nó trở thành một tuyết chổi.
Nó đã được rút ra từ dịch vụ hành khách vào năm 1925, và đã được chuyển thành snowbroom Số 022 năm 1927, bằng cách loại bỏ những trên boong, lắp bàn chải dưới nền tảng và tăng sức mạnh của các động cơ. Nó cuối cùng đã nhìn thấy hoạt động trong tình trạng này vào tháng 4 năm 1952.
Sau khi thoát khỏi bãi phế liệu, 106 đã dành nhiều năm trong kho lưu trữ và Hội đồng Hạt Luân đôn Đường xe điện Tín của nó bắt đầu phục hồi năm 1970, tại của họ Bonwell Đường xưởng ở Đông London. Nó mất 13 năm để trả lại nó để phục vụ, khi nó đã được đưa ra tại Crich đường xe Điện Làng vào ngày 15 Tháng năm 1983, 80 năm ngày sau khi mở Luân đôn Hội đồng Hạt điện xe điện tới London.
Xe điện đã vượt quá 10.000 dặm (16.000 km) trong dịch vụ hành khách. Nó đã được phục hồi để đại diện cho một trong 8 B/4 lớp xe với một mở đầu và xe đẩy cột buồm. Sau hơn hai mươi năm phục vụ, 106 đã được thu hồi năm 2007 và đặt trên màn hình tĩnh. Trong 2013 nó đã được chuyển vào hội thảo cho một đợt. Điều này đã được hoàn thành vào tháng 6 năm 2015 và xe điện bây giờ là hoạt động một lần nữa.

### Leeds 180
Leeds 180 đã được xây dựng vào năm 1931 bởi bàn Chải Máy Điện, và thường được biết đến như là một Horsfield hoặc Showboat xe điện (sau này do cho sự bất thường tiền của ánh sáng trên xe điện).
Nó đang trong một màu đỏ và trắng màu sơn, với quảng cáo khác nhau, và nó đang trong tình trạng hoạt động sau khi tu trong năm 2009.

### Leeds 399
Leeds 399 là lần thứ hai hành khách xe điện đến Crich (bị thay thế chỉ bởi Cardiff 131 một hoạt động, xe hơi, và Leeds 345), tuy nhiên nó phải đối mặt với một cuộc phục hồi trở về chỉ để phục vụ trong năm 1991. Nó là được trang bị với một xe đẩy cực, mà không có một sợi dây thừng, có nghĩa là nó có thể sử dụng xe đẩy reversers tại các trạm cuối. Nó là hiện đang hoạt động hồ bơi, sau khi trải qua khắc phục việc sơn bên ngoài.

### Leeds 602
Leeds 602 là một trong ba thử nghiệm xe điện xây dựng cho thành Phố Leeds, Đường xe điện, những người khác là Leeds 600, và Leeds 601. Xe điện được chiếc xe duy nhất ở Crich để sử dụng VAMBAC (Biến tự Động Multinotch Phanh và tăng Tốc kiểm Soát), và một trong bốn trong nước - hai người đó đang ở Blackpool, và kia là tại Đông tổ chức Vận tải, bảo Tàng.
Nó đi vào phục vụ trong 1 tháng sáu 1953, và đã được xây dựng bằng xe buýt nhà sản xuất Charles H. Trứng. Leeds 602 được rút ở cuối bao giờ "chơi" trong năm 1957. Các thiết kế của 602 nợ rất nhiều để Glasgow Cunarders và Đăng, bởi vì người Quản lý Chung của Leeds lúc đó là A. B. Xem, ai đã làm ở một giai đoạn sản xuất bản vẽ của một tầng Cunarder. Xem sử dụng những ý tưởng để xây dựng giống hệt nhau hai nguyên mẫu (601 và 602), và Leeds 602 được trang bị với VAMBAC thiết bị dưới Mũi nhà sưu tập. Ngoài, tất cả các phụ kiện là điện, làm cho nó một rất phức tạp xe điện.
602 dịch vụ của cuộc sống đã được dành làm việc Hunslet con Đường xung quanh Leeds - người mù cho đó có thể được nhìn thấy trong các hình ảnh và nó đã ở đây cho đến khi kết thúc làm việc của nó, cuộc sống, khi nó được mua lại để bảo quản ở các Quốc gia bảo Tàng xe Điện. Leeds 601 cũng đã được bảo quản, nhưng đã bị phá hủy ngay sau khi trong một cuộc tấn công đốt phá.
Một lần tại Crich nó đã được sử dụng trong vụ giữa năm 1967 và năm 1972, trước khi thảo đầu tiên chú ý vào năm 1973. Nó đã nhìn thấy một chỉ sử dụng trong 1974-5, và trở về xưởng vào năm 1977. Nó đã trở lại trong hạm đội cho việc giải 1979-80, trước khi có một cơn thứ ba của hội thảo chú ý vào năm 1986. Sau này nó có một cái còn hoạt động cuộc sống giữa năm 1987 và năm 1995, nhưng cuối cùng đã được rút do việc phát hiện ra một mái nhà bị rò rỉ. Nó đã sống lại trên một giới hạn sử dụng cơ sở cho các Tramathon vào năm 2003, và sau đó nó đã được rút ra để có sự chú ý của nó bị rò rỉ mái nhà. Này cuối cùng đã được cố định, và một lâu cần sơn lại được thực hiện. Nó trả lại cho các Tramathon và đam Mê của Ngày trong năm 2005, và đã sử dụng cho sáu ngày trong năm 2006., Một trong số đó là đam mê của ngày, cho phép cơ hội để đi cả một xe buýt và xe điện được xây dựng bởi Charles H. Trứng. xe điện đã không được sử dụng từ, và bây giờ đứng trên màn hình trong cuộc triển Lãm.

### Liverpool 869
Tàu này là trong một màu trắng và xanh, màu sơn, và là trìu mến gọi là màu Xanh lá cây Thần. Một trong Liverpool của hạm đội của ông ba bị streamliners (cũng có bốn bánh phiên bản), sau đó nó được bán cho Glasgow, từ nơi nó được mua. Trang bị TẬP kiểm soát, thường được sử dụng cho UDEs (lái xe Cuối cùng kinh nghiệm, tức là một ngày xe điện các khóa học lái xe cho các thành viên của cộng đồng, tương đương với "footplate kinh nghiệm" hơi đường sắt). Sau năm năm trong số hành khách mang dịch vụ 869 đã quay trở lại để làm việc trong tháng 9 năm 2015 sau một tu.

## Phương pháp của bộ sưu tập hiện tại
Của bảo tàng trên hệ thống dây đã được xây dựng để xe điện với bất kỳ loại hình hiện tại bộ sưu tập có thể được sử dụng. Các bảo tàng hiện nhà xe điện với xe đẩy cực, cúi thu gom và vẽ truyền.
Các hình thức khác sử dụng để chứng minh thế nào, hiện tại có thể được thu thập:
- Dây dẫn thiết lập trong thép máng dưới đường, như được sử dụng trong Blackpool, và đại diện trong Crich với Số 4.
- Các đinh hệ thống liên lạc, như đã chứng minh một giả đinh giữa đường ray ở trong sân. Đây chỉ là ví dụ nổi tiếng của mẫu này còn lại, và là từ Tiết.

## Trong các phương tiện truyền thông
Các bảo tàng năng như một trong các địa điểm quan trọng trong phim 2012 khách tham quan.
Trong việc mở Phụ nữ trong tình Yêu.
Nó còn có rất nhiều trong việc John Shuttleworth bài hát "Bồ công anh và ngưu bàng".
Các bảo tàng sở hữu chỉ còn lại Mk2 cảnh sát hộp, đó là cơ sở cho các thiết kế của TARDIS từ bác Sĩ.

## Một số hình ảnh

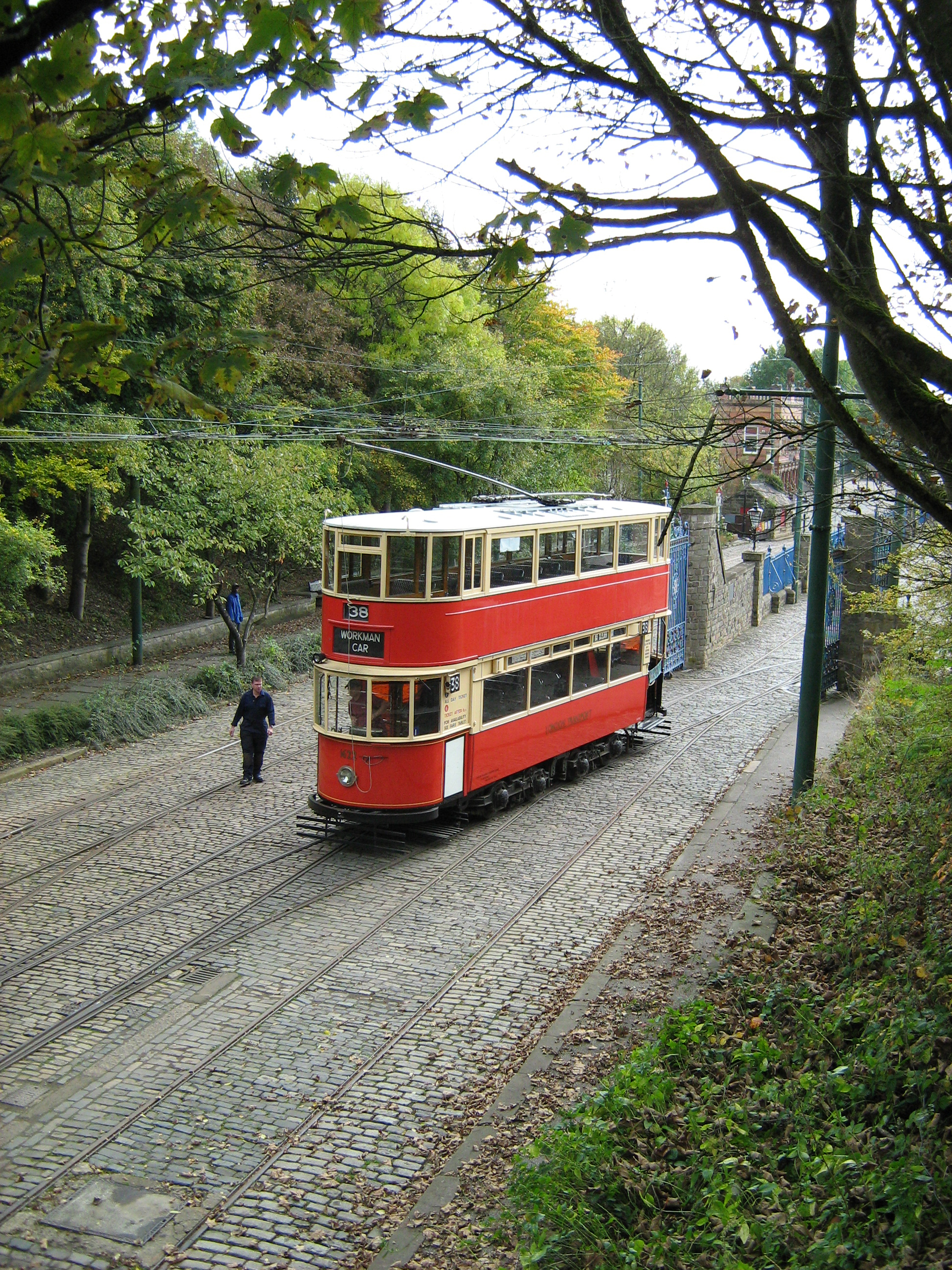
London xe điện rời khỏi kho.
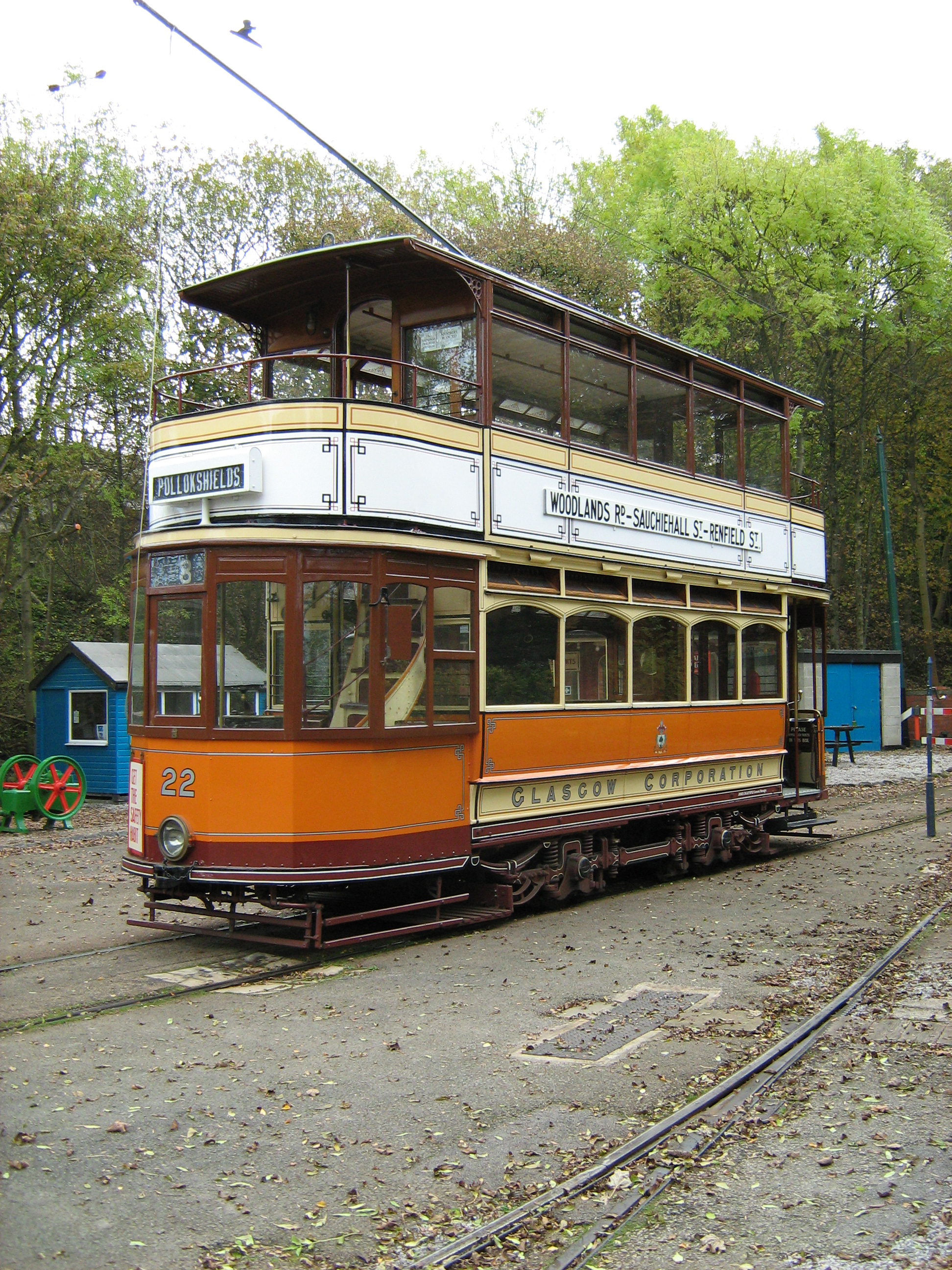
Glasgow Xe Điện 22.
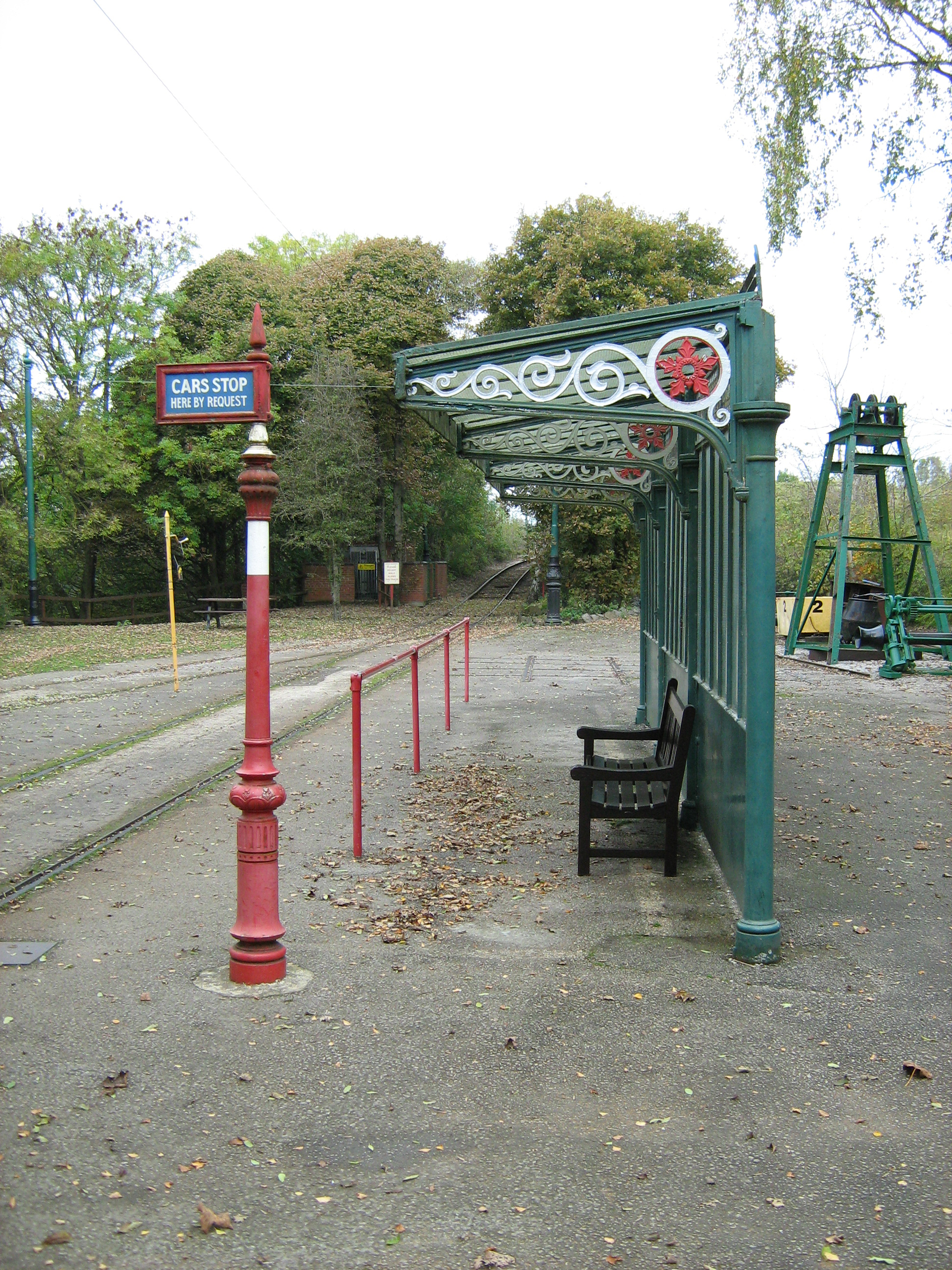
Xe điện nơi trú ẩn.
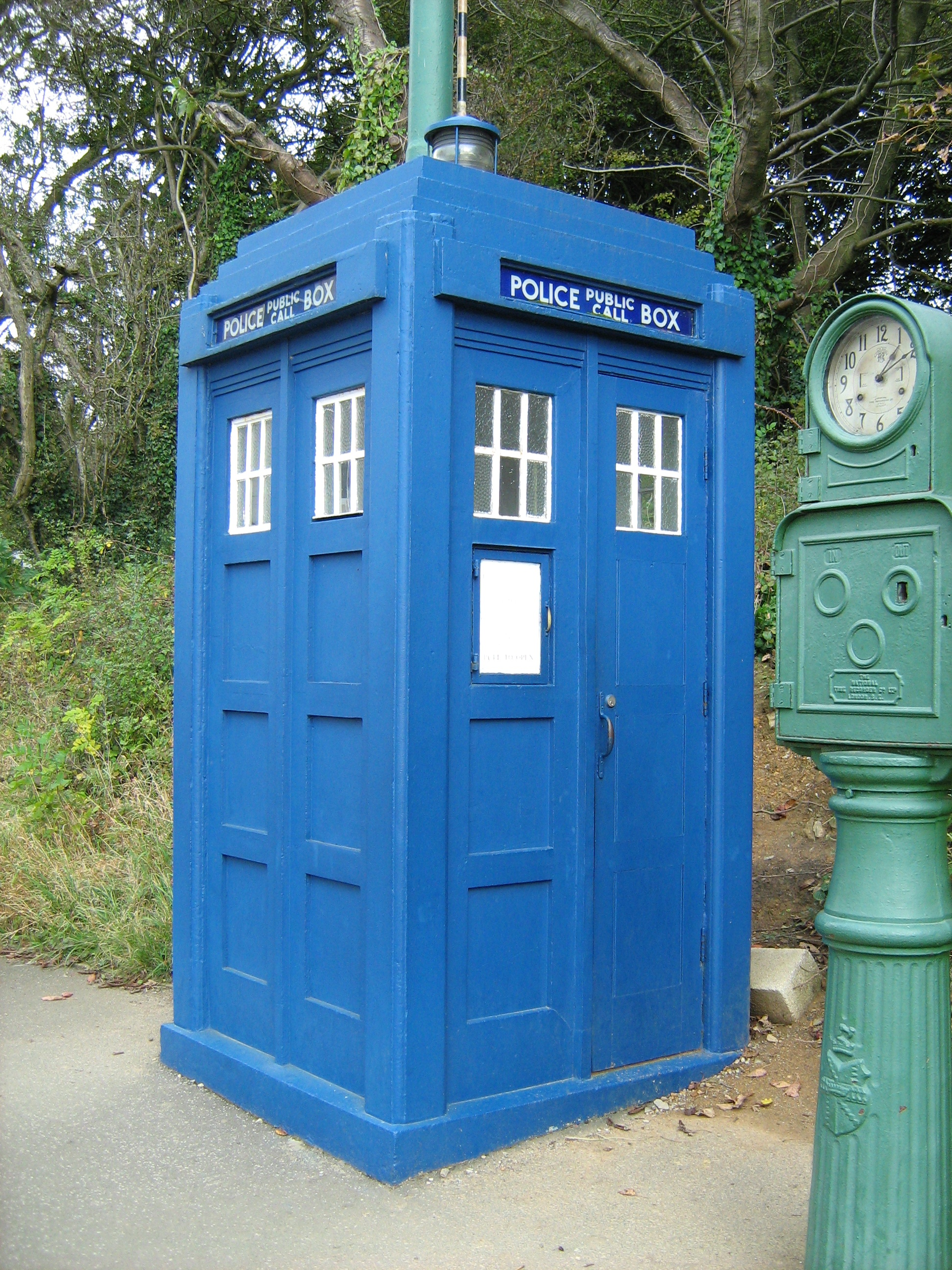
Cảnh sát hộp (Tiến sĩ Ai TARDIS).
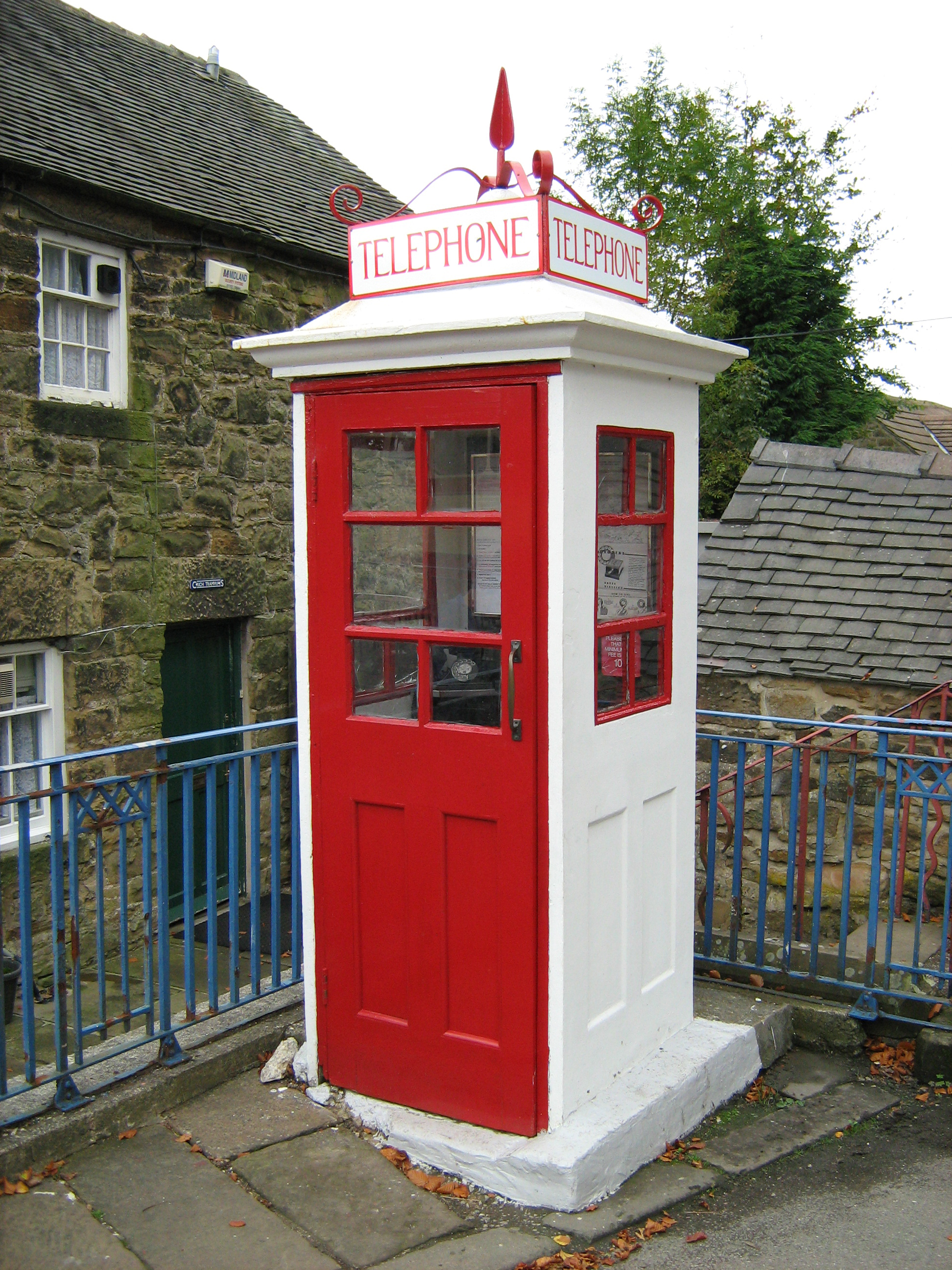
1 hộp điện thoại.
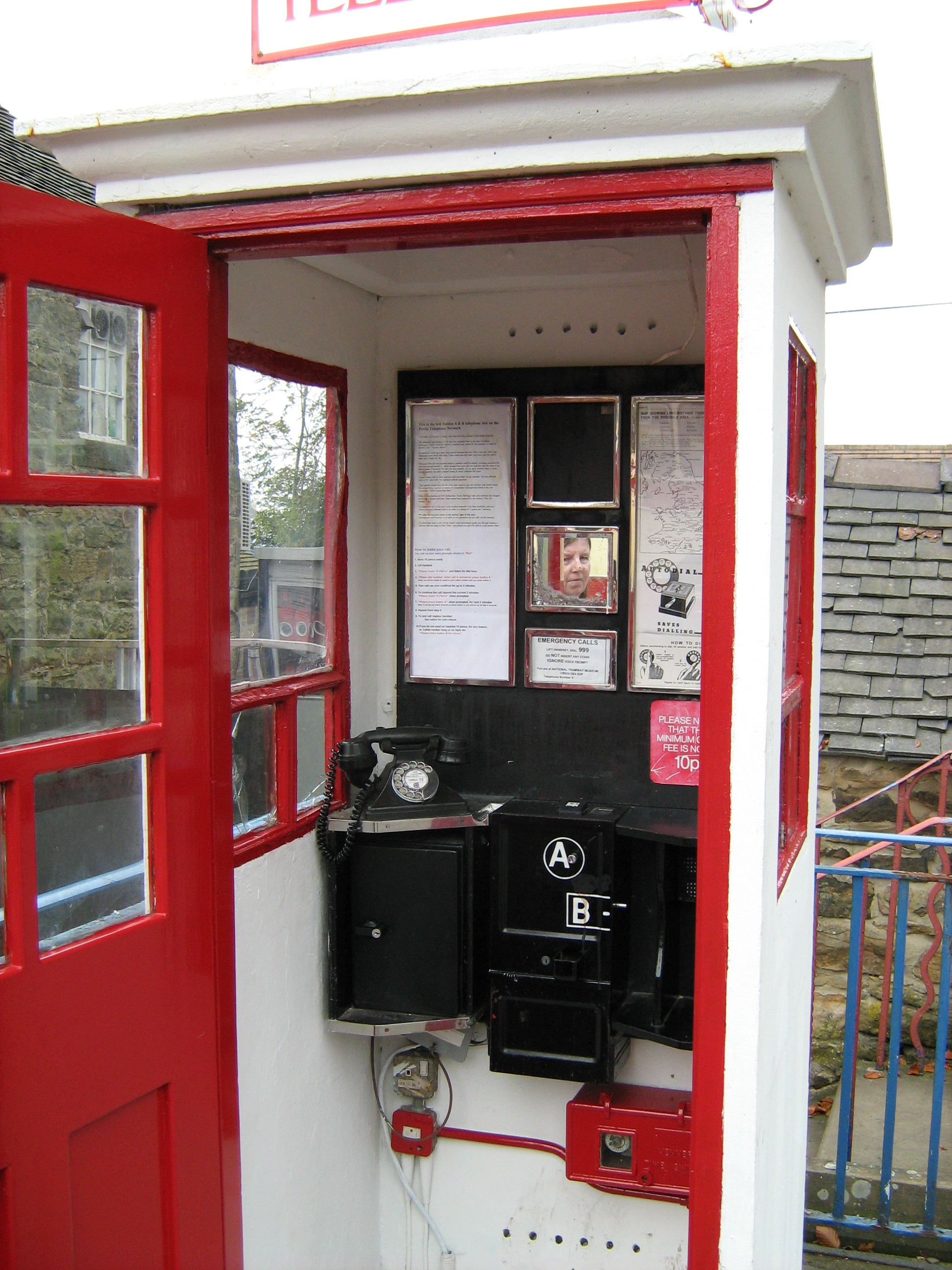
1 hộp điện thoại nội thất.
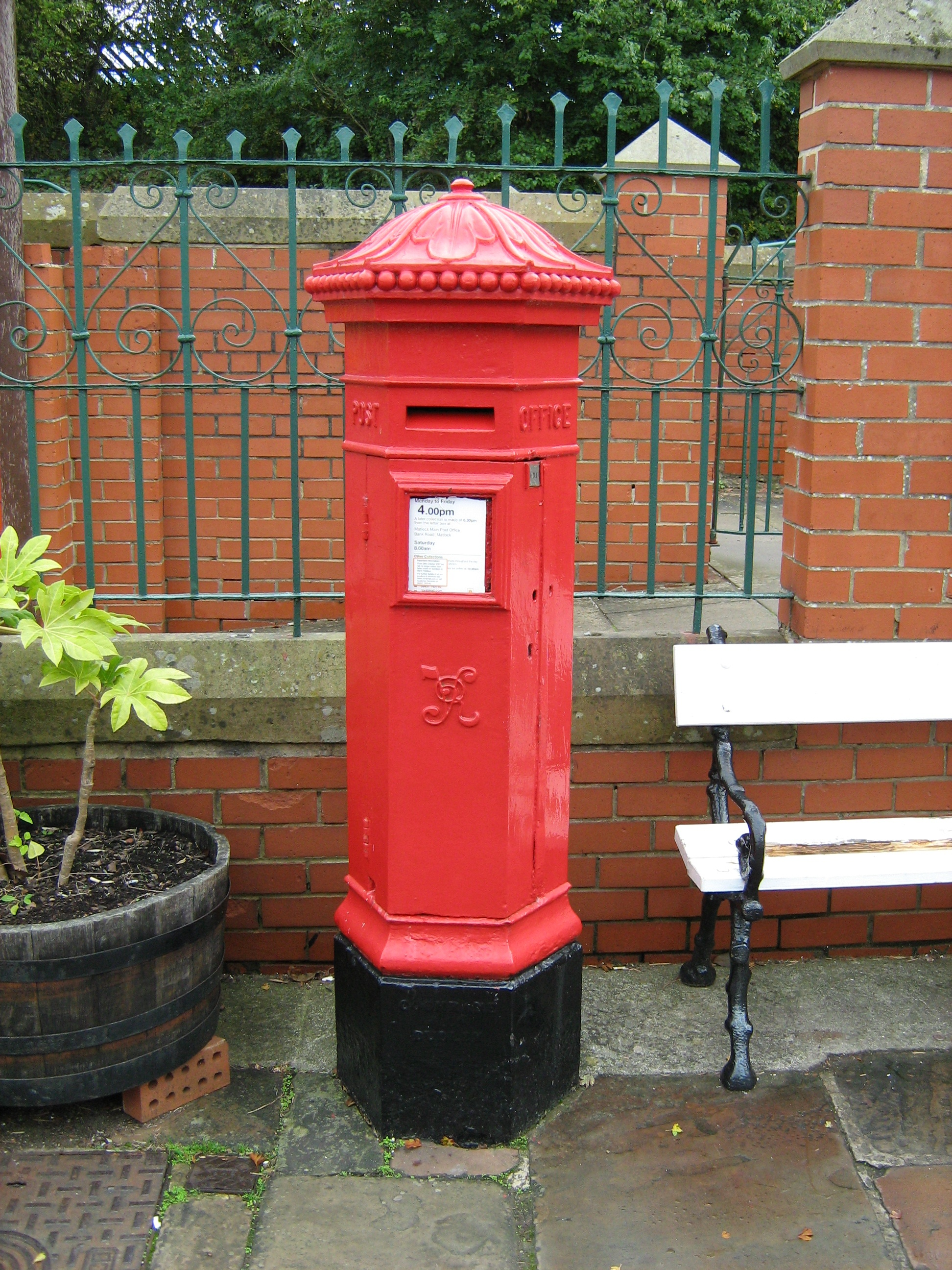
Penfold cột hộp.
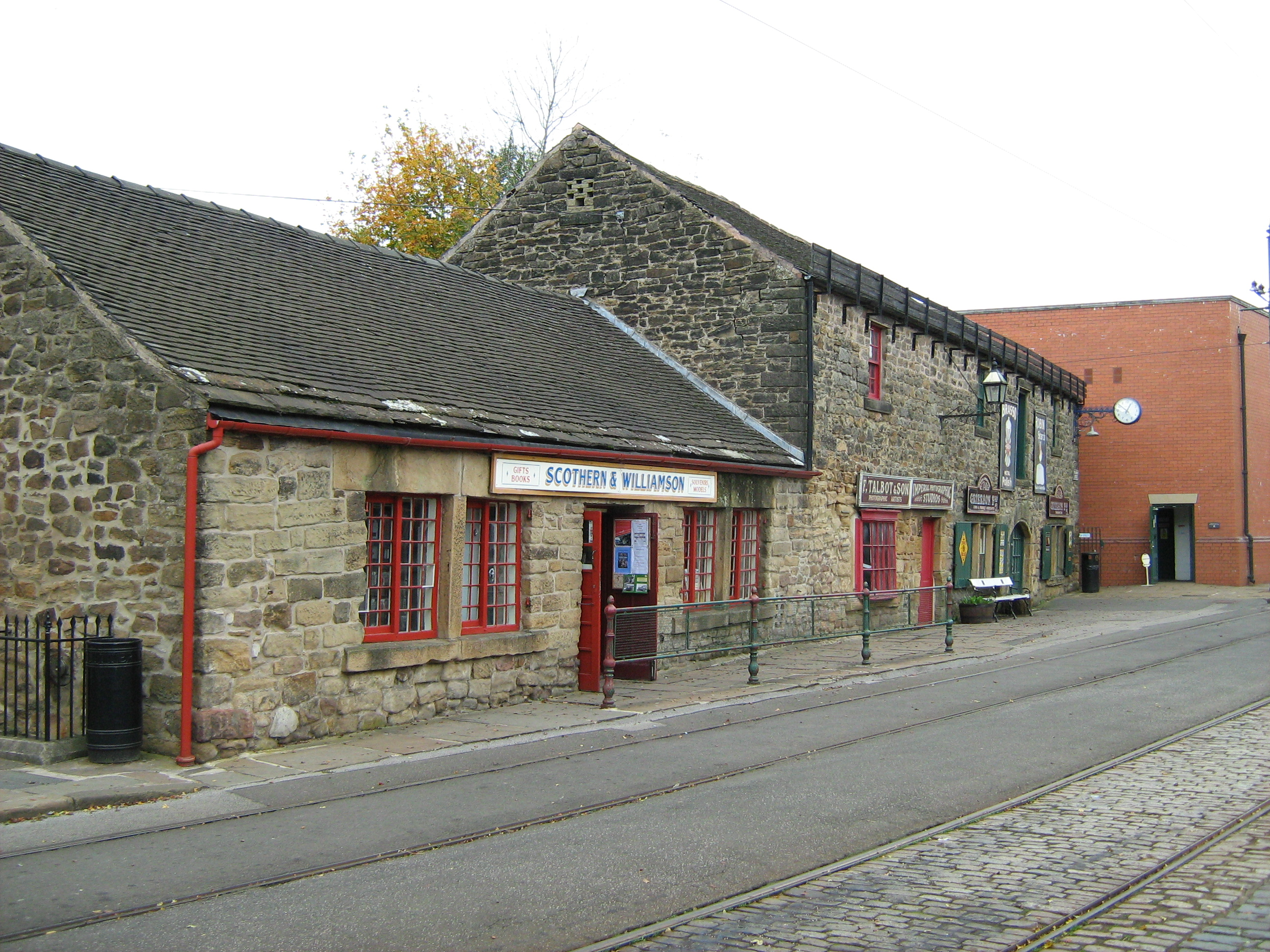
Các Già Giả Mạo.
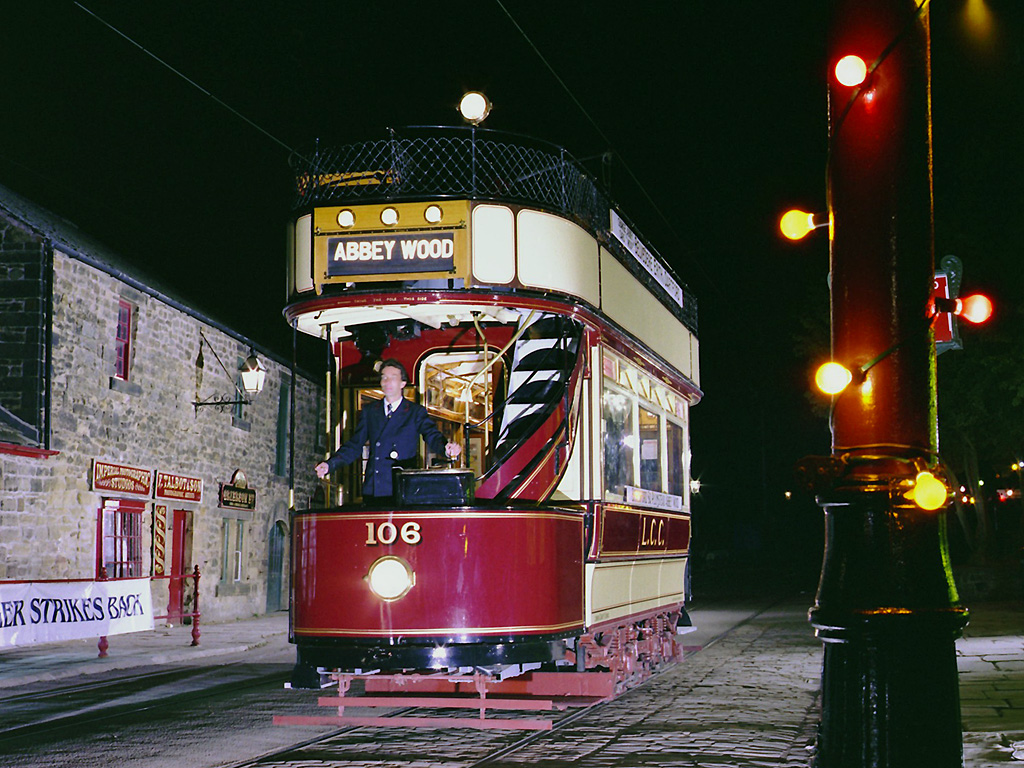
Cảnh đêm với sớm London xe điện.
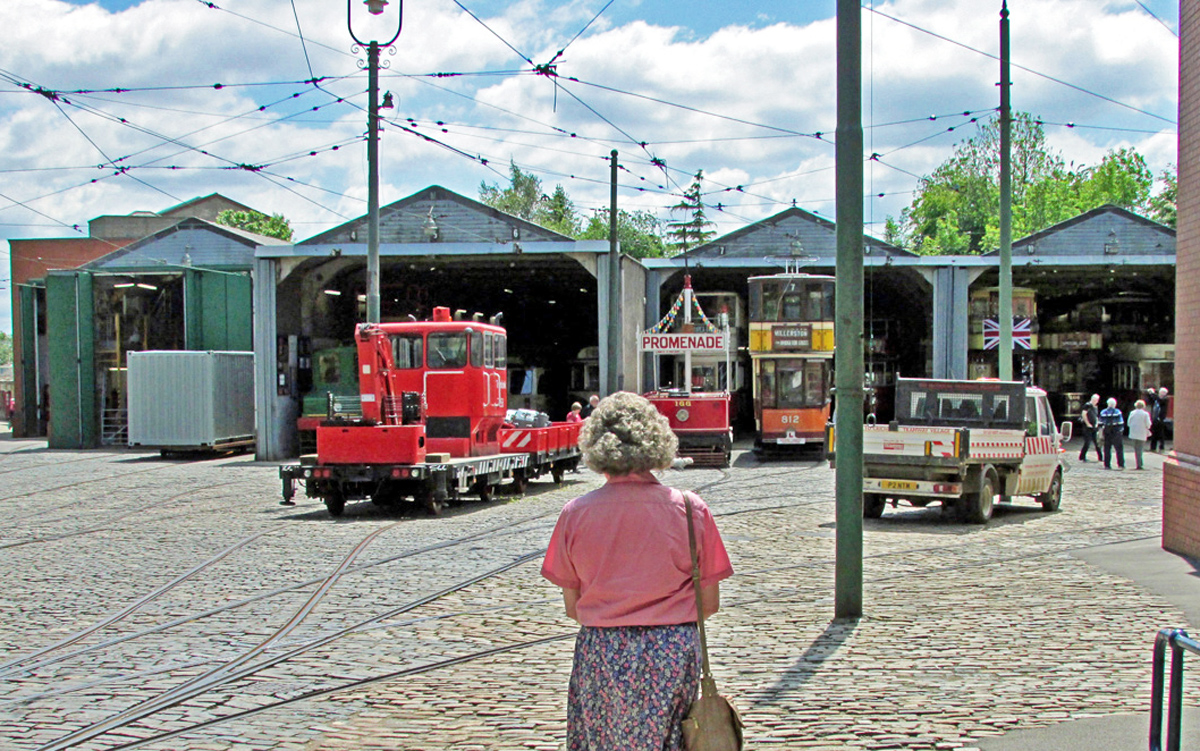
Xe điện nhà kho